# أماندا فريد
أماندا فريد (بالإنجليزية: Amanda Freed)‏ هي لاعبة كرة لينة أمريكية، ولدت في 26 ديسمبر 1979 في فوونتين فالي في الولايات المتحدة.

## وصلات خارجية
- أماندا فريد على موقع اللجنة الأولمبية الدولية (الإنجليزية)
- أماندا فريد على موقع أوليمبيديا (الإنجليزية)
- أماندا فريد على موقع اللجنة الأولمبية والبارالمبية الأمريكية (الإنجليزية)